# Jeu de cartes à collectionner
Pour les articles homonymes, voir JCC et CCG.
 (mars 2024).
La mise en forme du texte ne suit pas les recommandations de Wikipédia : il faut le « wikifier ».
Les points d'amélioration suivants sont les cas les plus fréquents. Le détail des points à revoir est peut-être précisé sur la page de discussion.
- Les titres sont pré-formatés par le logiciel. Ils ne sont ni en capitales, ni en gras.
- Le texte ne doit pas être écrit en capitales (les noms de famille non plus), ni en gras, ni en italique, ni en « petit »…
- Le gras n'est utilisé que pour surligner le titre de l'article dans l'introduction, une seule fois.
- L'italique est rarement utilisé : mots en langue étrangère, titres d'œuvres, noms de bateaux, etc.
- Les citations ne sont pas en italique mais en corps de texte normal. Elles sont entourées par des guillemets français : « et ».
- Les listes à puces sont à éviter, des paragraphes rédigés étant largement préférés. Les tableaux sont à réserver à la présentation de données structurées (résultats, etc.).
- Les appels de note de bas de page (petits chiffres en exposant, introduits par l'outil «  Source ») sont à placer entre la fin de phrase et le point final[comme ça].
- Les liens internes (vers d'autres articles de Wikipédia) sont à choisir avec parcimonie. Créez des liens vers des articles approfondissant le sujet. Les termes génériques sans rapport avec le sujet sont à éviter, ainsi que les répétitions de liens vers un même terme.
- Les liens externes sont à placer uniquement dans une section « Liens externes », à la fin de l'article. Ces liens sont à choisir avec parcimonie suivant les règles définies. Si un lien sert de source à l'article, son insertion dans le texte est à faire par les notes de bas de page.
- La présentation des références doit suivre les conventions bibliographiques. Il est recommandé d'utiliser les modèles {{Ouvrage}}, {{Chapitre}}, {{Article}}, {{Lien web}} et/ou {{Bibliographie}}. Le mode d'édition visuel peut mettre en forme automatiquement les références.
- Insérer une infobox (cadre d'informations à droite) n'est pas obligatoire pour parachever la mise en page.

Pour une aide détaillée, merci de consulter Aide:Wikification.
Si vous pensez que ces points ont été résolus, vous pouvez retirer ce bandeau et améliorer la mise en forme d'un autre article.

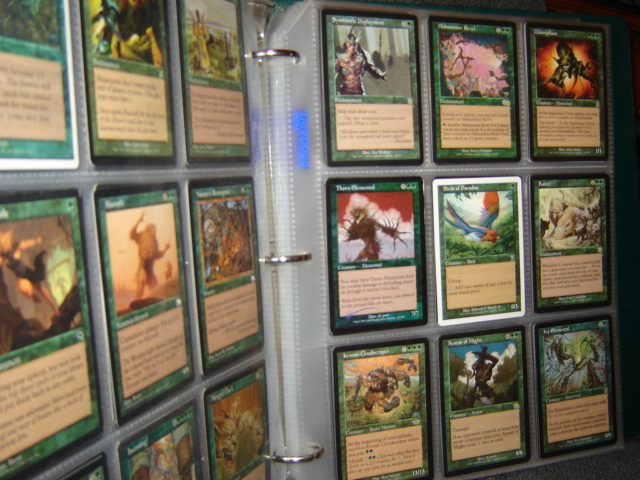
Une collection de cartes à collectionner

Les jeux de cartes à collectionner ou JCC (en anglais, collectible card game ou CCG) utilisent des cartes conçues spécialement pour les jeux en question. Ils diffèrent des jeux de cartes classiques par la grande variété de cartes éditées et l'utilisation par les joueurs de paquets personnalisés. Les cartes ont en général des effets très variés sur le jeu. Une carte contient souvent un dessin de grande qualité (qui fait partie de l'intérêt du produit ; certains artistes doivent une part de leur notoriété à leurs travaux sur ces jeux) et un texte décrivant l'effet de la carte. Le jeu se déroule souvent dans un monde fictif cohérent, de fantasy, de science-fiction ou autre ; il s'agit parfois d'univers déjà connus, par exemple dans des romans.
Par exemple, le jeu de collection Lorcana est publié et créé par Ravensburger et met en jeu les personnages représentés dans l'univers de Disney.

## Caractéristiques
La plupart du temps, le jeu consiste à gagner des points ou à en faire perdre à l'adversaire : point de vie, d'énergie, d'honneur, de pouvoir. On utilise pour cela des cartes de ressource (qui permettent d'effectuer des actions), des cartes d'action (par exemple lancer une attaque sur l'adversaire), des cartes de contre (protection contre les attaques) et des cartes de cumul (qui permettent de mettre en réserve des ressources ou actions). Certaines cartes s'associent et permettent de faire des combinaisons (appelées aussi combos). Le premier jeu de ce type fut Magic : L'Assemblée (Magic: the Gathering), édité par Wizards of the Coast à partir de 1993. Dans la plupart des cas, le jeu se déroule en piochant des cartes et en jouant au tour par tour.
Pour chaque jeu, il existe parfois des milliers de cartes : certains jeux proposent en effet régulièrement de nouvelles cartes qui complètent le jeu de base. Chaque joueur se constitue un paquet de cartes, appelé deck, à partir des cartes dont il dispose. C'est la principale originalité des JCC : chaque deck est unique, conçu par le joueur dans une optique de jeu particulière. Tous les jeux conseillent une limite au nombre de cartes à mettre dans un deck pour éviter les déséquilibres entre les joueurs. Par exemple, un deck de Magic : L'Assemblée est composé d'au moins 60 cartes alors qu'un deck de Yu-Gi-Oh! est composé d'au moins 40 cartes. Pour Pokémon, il en faut exactement 60. La phase de conception des decks, qui précède les parties elles-mêmes, est une part très importante de la stratégie et du plaisir de ce type de jeu. C'est là qu'intervient le « metagame », c’est-à-dire la prise en compte dans la conception du deck du jeu possible de l'adversaire. Le side deck (ou réserve), qui existe dans presque tous les jeux de cartes à collectionner, est composée de 15 cartes qui peuvent être échangées avec des cartes du deck entre 2 parties. Le but est d'adapter son jeu en fonction de celui de son adversaire.

Les JCC les plus joués possèdent leurs conventions, parfois au niveau international, et leurs propres concours et tournois (Pokémon, Magic, Yu-Gi-Oh!, World of Warcraft). Les plus grands tournois rassemblent des milliers de joueurs. Il n'existe aucun prix officiel pour les cartes qui composent la collection, mais plutôt une « cote » permettant d'en évaluer le prix. Elle est fondée sur la rareté, l'effet de la carte dans le jeu, le rapport entre l'effet et le coût pour le mettre en jeu, l'édition, etc. De nombreux JCC, bien que présentant des mécanismes de jeu originaux et prometteurs, ont été rapidement arrêtés, faute d’avoir trouvé un public. C’est le cas, par exemple, de Harry Potter CCG, Spellfire ou Warlords. Il existe aussi des JCC en ligne qui sont souvent des déclinaisons de jeux existants sur papier, mais parfois aussi des créations originales.

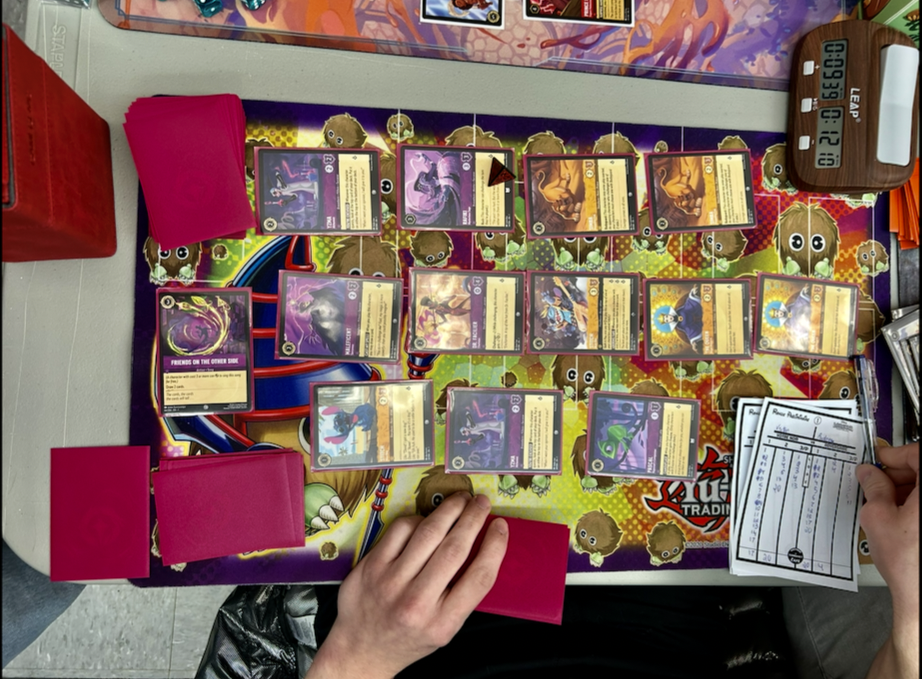
Un Deck de Lorcana

## Évolution
À l'origine, ces jeux étaient appelés des jeux de carte à jouer et à collectionner (JC2). Le nom s'est ensuite simplifié, mais la mécanique est restée inchangée.
Avec le temps, certains JCC, comme Magic l'Assemblée, ont accumulé tellement d'extensions et de stand-alone que l'investissement financier nécessaire pour suivre toutes les sorties est devenu trop important, et a fait fuir des joueurs. De plus, l'investissement initial pour commencer le jeu, aussi bien en argent qu'en temps et en effort, énorme, rebutait de potentiels nouveaux joueurs. Les éditeurs ont alors créé des jeux de cartes évolutifs, qui gardent l'aspect de construction de deck à partir d'une grande collection qui s'agrandit avec le temps, mais en supprimant le principe de rareté des cartes, et leur mise en paquet aléatoire. Chaque extension peut donc être achetée dans son intégralité en un seul paquet, identique pour tous les joueurs. Il n'y a donc plus de recherche de cartes à l'unité, d'où la suppression du terme « collection » dans le nom, même si en réalité la recherche et l'achat de toutes les extensions peut constituer une activité de collection.

## Jeux publiés
Liste non exhaustive de JCC publiés :
- 7 Fallen
- Aliens vs. Predators
- Anachronism
- L’Appel de Cthulhu, successeur de Mythos
- Arc System
- Battletech
- Battle Spirits
- Bakugan Pro
- Cardfight!! Vanguard
- Chaotic
- Chronica Universalis
- Clash Royale
- Code Lyoko CCG
- Doomtown d'après le jeu de rôle Deadlands
- Digimon
- Dinosaur King
- Disney Lorcana
- Dofus TCG
- Dragon Ball Z CCG
- Drakerz-Confrontation
- Duel Masters
- Final Fantasy
- Flesh and Blood
- Force of Will
- Fullmetal Alchemist: Alchemic Card Battle
- Gormiti au secours du Gorm d'après le dessin animé du même nom
- Guildes d'après le jeu de rôle du même nom
- Gwent
- Harry Potter Trading Card Game
- Hearthstone: Heroes of Warcraft
- Hex: Shards of Fate
- Hight Tech Combat
- Horreur à Arkham JCE
- Intervention Divine, 1er jeu de cartes à collectionner français, une licence du jeu de rôle de Croc, In Nomine Satanis/Magna Veritas
- Kabal, inspiré du jeu de rôle Nephilim
- Kid Paddle Blorks Attack
- Krosmaga
- Lanfeust
- Legend of the Five Rings (Le Livre des cinq anneaux)
- Legends of Runeterra (avec les personnages de League of Legends)
- Legends of Norrath, basé sur l'univers des MMORPG EverQuest et EverQuest II
- Magic : L'Assemblée
- Malkyrs: Les arènes de l'éternité
- Might and Magic: Duel of Champions
- Moonga
- Mythos CCG, un JCC sur le thème du jeu de rôle L'Appel de Cthulhu.
- Naruto CCG
- Netrunner
- One Piece
- Pirates of the Spanish Main
- Pokémon Trading Card Game (Pokémon TCG)
- RS360 (Le Monde des Riders)
- Le Seigneur des anneaux (arrêté en 2007)
- Shadowrun
- Slam Attax
- SPACIX
- Spellfire
- Spellweaver
- The Spoils Tournament Card Games
- Star Wars CCG
- Le Trône de Fer
- Universal Fighting System (UFS)
- Urban Rivals (JCC)
- Vampire: the Eternal Struggle (VTES, V:TES ou V:tES)
- VS Système
- Wakfu TCG (arrêté en 2011)
- Wankul (TCG)
- Weiss Schwarz
- Wizards of Mickey
- World of Warcraft
- Yu-Gi-Oh! Jeu de cartes à jouer
- Zoondo

## Médias

### Jeux vidéo

#### Généralités
De nombreux jeux vidéo ont développé le concept des jeux de cartes à collectionner. The Eye of Judgment, commercialisé le 24 octobre 2007, est un jeu développé sur console PlayStation 3 par Sony en collaboration avec Wizards of the Coast, dans lequel les cartes physiques sont scannées en temps réel par une webcam et transposées en créature 3D à l'écran. Le but du jeu est de prendre le contrôle de 5 terrains sur les neuf du plateau de jeu,. Certains jeux vidéo Digimon, également, comme Digimon Digital Card Battle, Digimon World 2003 et Yu-Gi-Oh! Forbidden Memories se basent sur les cartes à collectionner des franchises associées avec lesquelles le joueur peut combattre d'autres joueurs,,.
Le 11 mars 2014 sort Hearthstone, édité par Blizzard Entertainment. Franc succès basé sur l'univers de la série Warcraft et les défis entre joueurs du monde entier, le jeu ravive l'intérêt pour le jeu de cartes à collectionner en ligne. Des variantes plus ou moins proches inspirées par ce succès sur la scène e-sport voient le jour dans les années suivantes, comme Duelyst par Counterplay Games, Shadowverse par Cygames, Inc. ou Krosmaga par Ankama Games en 2017.
En parallèle, d'autres licences phares du jeu vidéo sont adaptées en jeux de cartes à collectionner, avec en 2015 Gwent: The Witcher Card Game fondé sur l'univers de The Witcher, ou encore The Elder Scrolls: Legends en 2017 inspiré de l'univers de The Elder Scrolls. En 2020, l'entreprise Riot Games, éditeur de League of Legends sort Legends of Runeterra qui apporte un second souffle aux jeux de cartes à collectionner en ligne.
Plus récemment, les principaux jeux de cartes à collectionner physiques ont publié leurs propres jeux vidéos sous forme de jeu vidéo en tant que service, ce qui permet aux nouvelles cartes éditées d'être ajoutées sur le jeu. Wizards of the Coast sort Magic: The Gathering Arena en 2019. Konami propose deux versions avec Yu-Gi-Oh! Duel Links en 2016 et Yu-Gi-Oh! Master Duel en 2022. Début 2023, The Pokémon Company annonce la fin du JCC Pokémon Online pour se concentrer sur une nouvelle version nommée Pokémon JCC Live, qui sort le 8 juin 2023.

#### Jeux par navigateur.
Sur Internet, des jeux en-ligne proposent aux internautes la possibilité de jouer avec, ou collectionner, des cartes.
Urban-Rivals, dont la première version date de 2006, propose de collectionner des centaines de personnages (de nouveaux sortent toutes les deux semaines) et de les faire combattre contre les autres joueurs, en match un-contre-un. De nombreux clans sont disponibles, chacun avec un pouvoir spécial. Il existe plusieurs modes de jeu : Normal, Elo, Survivor, Leaderwars, Coliseum, Tournoi Quotidien, Events. Des versions iPhone (gratuite), Facebook et pour Android sont également proposées. REN Game, mis en ligne en 2009 puis relancé en 2011, propose de collectionner des personnages de trois races différentes. Vous pouvez combattre contre d'autres joueurs, en guilde, en entrainement, etc. Un gameplay RPG a été introduit dans le jeu pour lui fournir une histoire cohérente. Eredan iTCG, mis en ligne en 2010, propose de collectionner des personnages ainsi que des cartes action, sort ou objet (de nouvelles cartes sortent chaque semaine) et de les faire combattre contre les personnages des autres joueurs, en match 3 contre 3. De nombreuses guildes, races et classes sont disponibles, chacune possédant une identité qui lui est propre. Il existe deux modes de jeu et 1 million de joueurs sont inscrits.
Heroes Card Collection, mis en ligne en 2009, propose de collectionner des créatures (une nouvelle sort chaque semaine) de l'univers de Zayön. Elles sont plusieurs centaines, réparties dans douze familles, elles-mêmes réparties dans quatre clans. Leur but récupérer les fragments de foudre pour apporter la paix ou le chaos sur Zayön selon leur clan. La particularité du jeu est double. D'une part, il y a des cartes enchantements qui influent sur les capacités des créatures, d'autre part, les joueurs misent des fragments de foudre sur chacun des 3 rounds que dure l'affrontement. Ainsi, le jeu, en apparence simple, devient très stratégique par la création des combinaisons créature-enchantement, mais aussi par le guessing des mises. Tout cela fait que la victoire peut tomber entre les mains du plus malin et pas forcément du plus puissant.

### Magazines

#### Magazines francophones
- Dragon blanc
- Lotus noir
- Maniak!
- Chasseurs de Monstres
- OTEKA!
- OTK expert
- Mana Rouge (disparu)
- Black Ops (disparu)
- Deck zone (disparu)
- Pokémon, magazine officiel
- Kombo Mag

#### Magazines non francophones
- Serra, en Espagne
- Kartefact, en Allemagne
- Scrye, aux États-Unis